# Relations entre la Bolivie et le Brésil
Les relations entre la Bolivie et le Brésil sont les relations extérieures entre  l'État plurinational de Bolivie et la république fédérative du Brésil.
Les deux pays sont membres de l’Association latino-américaine d’intégration, de l’Organisation des États américains et des Nations Unies. La Bolivie a une ambassade à Brasilia, de consulats généraux à Rio de Janeiro et à São Paulo, de consulats à Cáceres, Corumbá, Epitaciolândia et Guajará-Mirim.
Le Brésil a une ambassade à La Paz, des consulats généraux à Cochabamba et Santa Cruz de la Sierra, des consulats à Cobija, Guayaramerin et Puerto Quijarro.